# Болдинг, Ребекка
Ребе́кка Бо́лдинг (англ. Rebecca Balding; 21 сентября 1948, Литл-Рок — 18 июля 2022, Парк-Сити) — американская актриса.
Болдинг родилась и выросла в Литл-Роке, штат Арканзас, и окончила Канзасский университет. Она получила известность, благодаря роли в ситкоме «Мыло», в котором снималась в 1978—1980 годах, а после сыграла главные роли в фильмах «Немой крик» (1979) и «Буки» (1981), на съёмках которого познакомилась со своим будущим мужем, продюсером Джоном Паре. Также она снялась в сериале «Лу Грант» и нескольких недолго просуществовавших ситкомах восьмидесятых, но наибольшей известности добилась, благодаря роли Элизы Ротман в сериале «Зачарованные», в котором снималась с 2002 по 2006 год. Также она появилась в сериалах «Мелроуз Плейс», «Беверли-Хиллз, 90210», «Седьмое небо», «Скорая помощь», «Большой ремонт», «Создавая женщину», «Отель» и «Кегни и Лейси».